# Hertigen av Enghien
Hertigen av Enghien var en titel för flera historiska personer. Den första var Louis I av Bourbon 1566–1569 i hertigdömet Enghien i dagens Enghien i Belgien. Titeln upphörde vid hans död 1569 eftersom den aldrig var registrerad. Trots detta kallade sig den äldsta sonen till prinsen av Condé hertig av Enghien mellan 1569 och 1689.
Den andra gruppen började med Henri II av Bourbon som ärvde hertigdömet Montmorency utanför Paris 1663 och ändrade namnet till hertigdömet av Enghien 1689 för sin son Louis II av Bourbon. Hertigtiteln var därefter en hederstitel för den äldsta sonen till prinsen av Condé. När den sista hertigen dog 1830 gick titeln till Ludvig Filip I av Frankrike.

## Personer med titeln i andra gruppen
- Henri Jules av Bourbon (1643–1709)
- Louis III av Bourbon (1668–1710)
- Louis Henri I av Bourbon (1692–1740)
- Louis Joseph av Bourbon (1736–1818)
- Louis Henri II av Bourbon (1756–1830)
- Louis Antoine Henri av Bourbon (1772–1804)